# Herrarnas 4 × 200 meter frisim vid världsmästerskapen i kortbanesimning 2024
Herrarnas 4 × 200 meter frisim vid världsmästerskapen i kortbanesimning 2024 avgjordes den 13 december 2024 i Donau Arena i Budapest i Ungern.
Guldet togs av USA efter ett lopp på 6 minuter och 40,51 sekunder, vilket blev ett nytt världsrekord. Silvret togs av Australien och bronset togs av Italien.

## Rekord
Inför tävlingens start fanns följande världs- och mästerskapsrekord:
|                   | Nation | Tid     | Ort                   | Datum            |
| ----------------- | ------ | ------- | --------------------- | ---------------- |
| Världsrekord      | USA    | 6.44,12 | Melbourne, Australien | 16 december 2022 |
| Mästerskapsrekord | USA    | 6.44,12 | Melbourne, Australien | 16 december 2022 |

Följande nya rekord noterades under mästerskapet:
| Datum       | Omgång | Namn                                                                                             | Nation | Tid     | Rekord |
| ----------- | ------ | ------------------------------------------------------------------------------------------------ | ------ | ------- | ------ |
| 13 december | Final  | Luke Hobson (1.38,91) 0VR0 Carson Foster (1.40,77) Shaine Casas (1.40,34) Kieran Smith (1.40,49) | USA    | 6.40,51 | 0VR0   |

## Resultat

### Försöksheat
Försöksheaten startade klockan 10:38.
| Placering | Heat | Bana | Nation             | Simmare | Tid     | Noteringar |
| --------- | ---- | ---- | ------------------ | --- | ------- | ---------- |
| 1         | 2    | 4    | USA                | Shaine Casas (1.40,88) Trenton Julian (1.42,39) Daniel Matheson (1.45,53) Kieran Smith (1.42,89)             | 6.51,69 | 0Q0        |
| 2         | 2    | 5    | Australien         | Elijah Winnington (1.43,29) David Schlicht (1.45,17) Harrison Turner (1.43,03) Edward Sommerville (1.42,01)  | 6.53,50 | 0Q0        |
| 3         | 1    | 5    | Italien            | Filippo Megli (1.42,95) Manuel Frigo (1.42,86) Davide Dalla Costa (1.43,89) Alessandro Ragaini (1.44,19)     | 6.53,89 | 0Q0        |
| 4         | 1    | 4    | Kina               | Tao Guannan (1.43,74) Xu Yizhou (1.43,04) Liu Wudi (1.43,98) He Yubo (1.45,20)                               | 6.55,96 | 0Q0        |
| 5         | 2    | 2    | Spanien            | Luis Domínguez (1.43,39) Miguel Pérez-Godoy (1.44,13) Nacho Campos (1.44,35) Sergio de Celis (1.44,17)       | 6.56,04 | 0Q0        |
| 6         | 2    | 3    | Tyskland           | Rafael Miroslaw (1.43,57) Florian Wellbrock (1.44,48) Timo Sorgius (1.43,89) Cedric Büssing (1.45,24)        | 6.57,18 | 0Q0        |
| 7         | 2    | 8    | Neutral Athletes B | Dmitrij Zjavoronkov (1.44,12) Savelij Luzin (1.45,19) Aleksej Sudarev (1.44,23) Ilja Borodin (1.44,05)       | 6.57,59 | 0Q0        |
| 8         | 1    | 2    | Kanada             | Tristan Jankovics (1.44,21) Alexander Axon (1.43,43) Blake Tierney (1.44,48) Timothé Barbeau (1.45,66)       | 6.57,78 | 0Q0, WD    |
| 9         | 1    | 3    | Japan              | Tatsuya Murasa (1.43,75) Kazushi Imafuku (1.47,34) Kaito Tabuchi (1.45,47) Daiki Yanagawa (1.44,67)          | 7.01,23 | 0Q0        |
| 10        | 1    | 6    | Ungern             | Attila Kovács (1.45,32) Balázs Holló (1.45,72) Richárd Márton (1.44,23) Olivér Pápai (1.46,29)               | 7.01,56 | 0NR0       |
| 11        | 2    | 7    | Malaysia           | Khiew Hoe Yean (1.45,39) Lim Yin Chuen (1.45,72) Muhd Dhuha Bin Zulfikry (1.45,89) Terence Ng (1.46,62)      | 7.03,62 | 0NR0       |
| 12        | 1    | 7    | Slovakien          | Jakub Poliačik (1.45,48) Matej Martinovič (1.46,13) Martin Perečinský (1.47,97) František Jablčník (1.46,75) | 7.06,33 | 0NR0       |
| 13        | 1    | 1    | Tjeckien           | Jakub Bursa (1.46,85) Miroslav Knedla (1.48,92) Jan Čejka (1.46,79) Ondřej Gemov (1.43,86)                   | 7.06,42 |            |
| 14        | 2    | 1    | Hongkong           | He Shing Ip (1.48,93) Wang Yi Shun (1.50,71) Adam Chillingworth (1.51,75) Hayden Kwan (1.47,33)              | 7.18,72 | 0NR0       |

### Final
Finalen startade klockan 19:36.
| Placering | Bana | Nation             | Simmare | Tid     | Noteringar |
| --------- | ---- | ------------------ | --- | ------- | ---------- |
| 1         | 4    | USA                | Luke Hobson (1.38,91) 0VR0 Carson Foster (1.40,77) Shaine Casas (1.40,34) Kieran Smith (1.40,49)                  | 6.40,51 | 0VR0       |
| 2         | 5    | Australien         | Maximillian Giuliani (1.40,73) Edward Sommerville (1.41,03) Harrison Turner (1.42,21) Elijah Winnington (1.41,57) | 6.45,54 | 0AR0       |
| 3         | 3    | Italien            | Filippo Megli (1.42,26) Manuel Frigo (1.42,15) Carlos D'Ambrosio (1.41,48) Alberto Razzetti (1.41,62)             | 6.47,51 | 0NR0       |
| 4         | 7    | Tyskland           | Rafael Miroslaw (1.41,25) Kaii Winkler (1.42,32) Timo Sorgius (1.41,87) Florian Wellbrock (1.44,99)               | 6.50,43 | 0NR0       |
| 5         | 2    | Spanien            | Luis Domínguez (1.43,17) Miguel Pérez-Godoy (1.42,66) Nacho Campos (1.43,84) Sergio de Celis (1.43,07)            | 6.52,74 | 0NR0       |
| 6         | 1    | Neutral Athletes B | Dmitrij Zjavoronkov (1.44,50) Aleksandr Sjtjogolev (1.42,96) Aleksej Sudarev (1.44,14) Roman Akimov (1.42,29)     | 6.53,89 |            |
| 7         | 6    | Kina               | Tao Guannan (1.42,76) Xu Yizhou (1.43,46) Liu Wudi (1.43,49) He Yubo (1.44,85)                                    | 6.54,56 |            |
| 8         | 8    | Japan              | Tatsuya Murasa (1.43,04) Kazushi Imafuku (1.48,56) Kaito Tabuchi (1.48,82) Daiki Yanagawa (1.47,48)               | 7.07,90 |            |